# Aleś Trajanouski
Aleś Trajanouski, Алесь Траяноўскі (ur. 22 września 1925 w rejonie słuckim, zm. 18 marca 2005 w Mińsku) – białoruski pisarz, tłumacz i publicysta. Z języka kaszubskiego na białoruski tłumaczył np. wiersze Alojzego Nagla, Antoniego Peplińskiego i in. Tak powstała antologia poezji kaszubskiej z jego wstępem. Za swój dorobek w 1976 roku otrzymał Medal Stolema. 

## Twórczość
- Daliagliady, literaturny zbornik (Mińsk 1975)
- Za daljagladam kraj Stalemaw (Mińsk 1980)